# Balaban, Yazıhan
Balaban là một xã thuộc huyện Yazıhan, tỉnh Malatya, Thổ Nhĩ Kỳ. Dân số thời điểm năm 2011 là 734 người.